# Праут, Уильям
Пра́ут, Уи́льям (англ. William Prout; 15 января 1785, Хортон, Великобритания — 9 апреля 1850, Лондон) — английский химик, врач и религиозный философ. Член Лондонского королевского общества. Известен как:
- автор гипотез Праута о том, что все атомы химических элементов могут получаться путём конденсации атомов водорода и что все веса атомов должны быть кратны весу атома водорода;
- первооткрыватель соляной кислоты, как важнейшего компонента желудочного сока, и её роли в процессе пищеварения.

## Семья, годы учёбы
Уильям Праут родился в местечке Хортон графства Глостершир, на самой границе с Уилтширом, в Юго-Западной Англии. Он был старшим из трёх сыновей потомственного фермера Джона Праута (англ. John Prout) и Ханны Лимбрик (англ. Hannah Limbrick).
Его детство и отрочество прошли в работе на ферме, в эти годы его учёба для него была не более, чем формальность. И, только в 1802, критически осознав уровень своего образования, Уильям, в возрасте 17 лет, поступил в частную академию в Шерстоне (англ. Sherston) в Уилтшире, где, в течение 18 месяцев он прилежно изучал латынь и элементы греческого. Вернувшись домой, в 1805 и 1806 годах он неоднократно давал в местной газете объявления с просьбой о финансовой помощи для оплаты образования. На его просьбу откликнулся Томас Джонс (1758—1812) из «классической семинарии для юных джентльменов» в Редланде (Бристоль) и Уильям переезжает в Редланд, где проводит два счастливых и очень важных для формирования личности года рядом с Джонсом. Мнение Джонса оказалось решающим при выборе Праутом места продолжения учёбы.

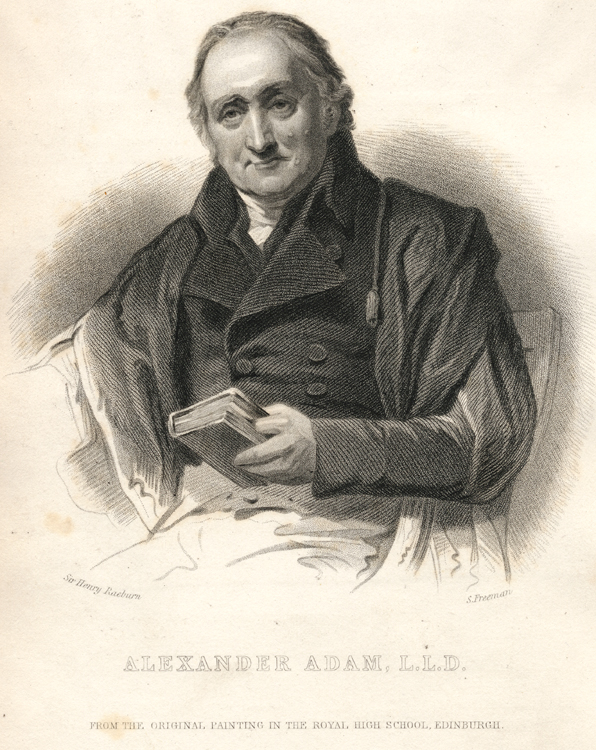
Александр Адам, тесть Уильяма Праута

В 1808 году Уильям, с рекомендательным письмом Джонса к своему старому другу Александру Адаму, ректору Эдинбургской Высшей Школы, отправляется в Эдинбург, Шотландия, где поступает в Эдинбургский университет, окончив который в 1811 году, получает степень доктора медицины.
Праут переезжает в Лондон. Работает в Объединённых госпиталях св. Томаса и Гая. 22 декабря 1812 года получает врачебную лицензию и в начале 1813 года открывает частную практику.
В 1814 году Праут женится на Агнессе Адам (англ. Agnes Adam; 1793—1863), старшей дочери Александра Адама, родившей ему в этом браке семерых детей (считая первую дочь, умершую во младенчестве).

## Научная деятельность
Уильям Праут сочетает деятельность практикующего врача с исследованиями в области химии и физиологии, просыпаясь по деревенской привычке очень рано и до начала приёма пациентов работая в своей химической лаборатории.

### Гипотезы Праута о строении атомов
В 1815 и в 1816 годах Праут опубликовал анонимно статьи, в который высказал две важнейшие для того времени гипотезы. Он впервые предположил, что атомы химических элементов имеют сложную структуру и что все атомы могут образовываться из простейшего — водорода путём конденсации. Таким образом, веса атомов всех химических элементов должны быть кратны весу атома водорода.
И хотя гипотезы довольно быстро опровергли тем, что доказали, что атомный вес хлора равен примерно 35,5 весам атома водорода, эти гипотезы оказали огромное влияние на развитие современной им науки. Резерфорд, разрабатывая в начале XX века структуру атома, элементарную частицу протон назвал по ассоциации с фамилией Праута. Но и доказательство некорректности гипотез Праута оказалось также неверным — дробный атомный вес хлора был следствием того, что природный хлор является смесью разных изотопов, о существовании которых во времена Праута не знали.
Праут вскоре раскрыл своё авторство, сами гипотезы очень увязаны между собой, поэтому в истории науки остался термин «гипотеза Праута».

### Открытие роли соляной кислоты в пищеварении
До исследований Праута было известно, что содержимое желудка является кислым. Были предположения, что желудок содержит фосфорную, молочную или уксусную кислоту. Праут исследовал содержимое желудка кролика. Накормив, а затем усыпив кролика, он разделил содержимое его желудка на части. Первую порцию он выпарил и озолил в платиновой посуде. Сухой остаток он растворил дистиллированной водой и в этом растворе с помощью азотнокислого серебра определил количество соляной кислоты, связанной со щелочами. Вторую порцию он насытил карбонатом калия, затем выпарил и озолил и обработал так же, как и первую. Праут считал, что во второй порции он определил общее количество соляной кислоты. Третью порцию он нейтрализовал карбонатом калия и по количеству использованного карбоната калия вычислил содержание свободной кислоты.
Таким образом, Праут впервые указал на наличие соляной кислоты в желудочном содержимом. Свои результаты он опубликовал в 1824 году в работе «О природе кислоты и солей в желудке животных».

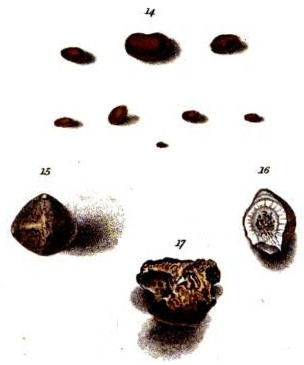
Камни мочевыводящих путей. Рисунок из работы Праута.

### Другие научные достижения Праута
Научные интересы Праута были очень разнообразны. Кроме перечисленного выше, Прауту сделал следующее:
- провёл большой объём разнообразных исследований биологических жидкостей животных и человека;
- ввёл общепризнанную сегодня классификацию питательных веществ на белки, жиры и углеводы;
- усовершенствовал конструкцию барометра, которая была принята Лондонским королевским обществом в качестве национального стандарта;
- идентифицировал мочевину;
- определил понятия «общая кислотность желудочного сока», «связанная» и «свободная» соляная кислота;
- написал философский теологический трактат «Chemistry, Meteorology, and the Function of Digestion, considered with reference to Natural Theology», являющийся составной частью так называемых Трактатов Бриджвотера (англ. The Bridgewater Treatisesy).

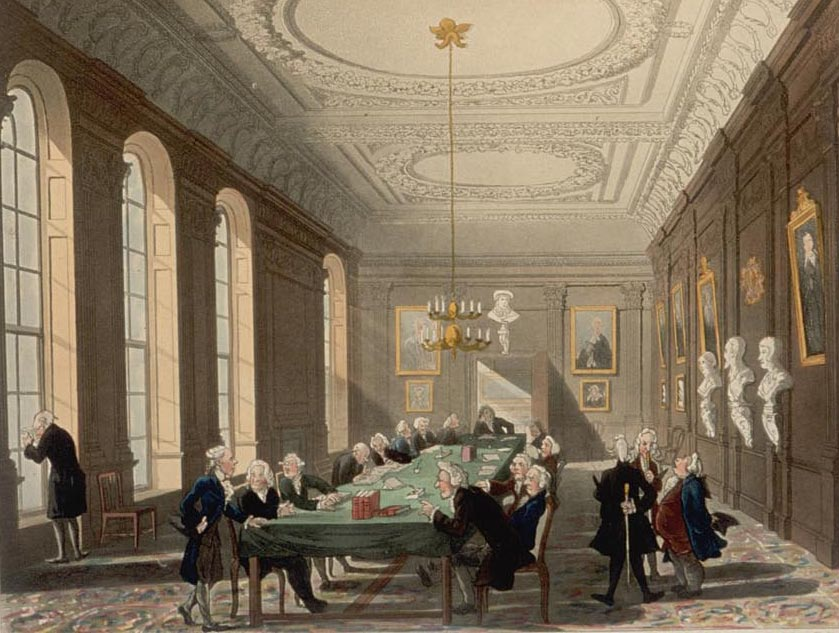
Заседание Королевского общества врачей. Начало XIX века.

### Научное признание
Деятельность Праута получает широкое признание в научном сообществе. В 1819 его принимают в члены Лондонского королевского общества, а в 1827 году за работу On the ultimate Composition of simple alimentary substances, with some preliminary remarks on the analysis of organized bodies in general Праут награждён престижной наградой Лондонского королевского общества — медалью Копли. В 1829 году он был принят в члены Королевского общества врачей (англ. Royal College of Physicians).

## Интересные факты
- Гипотезы Праута о строении атомов были основаны на анализе трудов Джона Дальтона.[1]
- Уровень развития техник измерения масс атомов во времена Праута был настолько высок, что это позволило изначально опровергнуть его теорию строения атомов, так как полученный атомный вес хлора был равен 35,5, то есть не кратен массе атома водорода.[2]

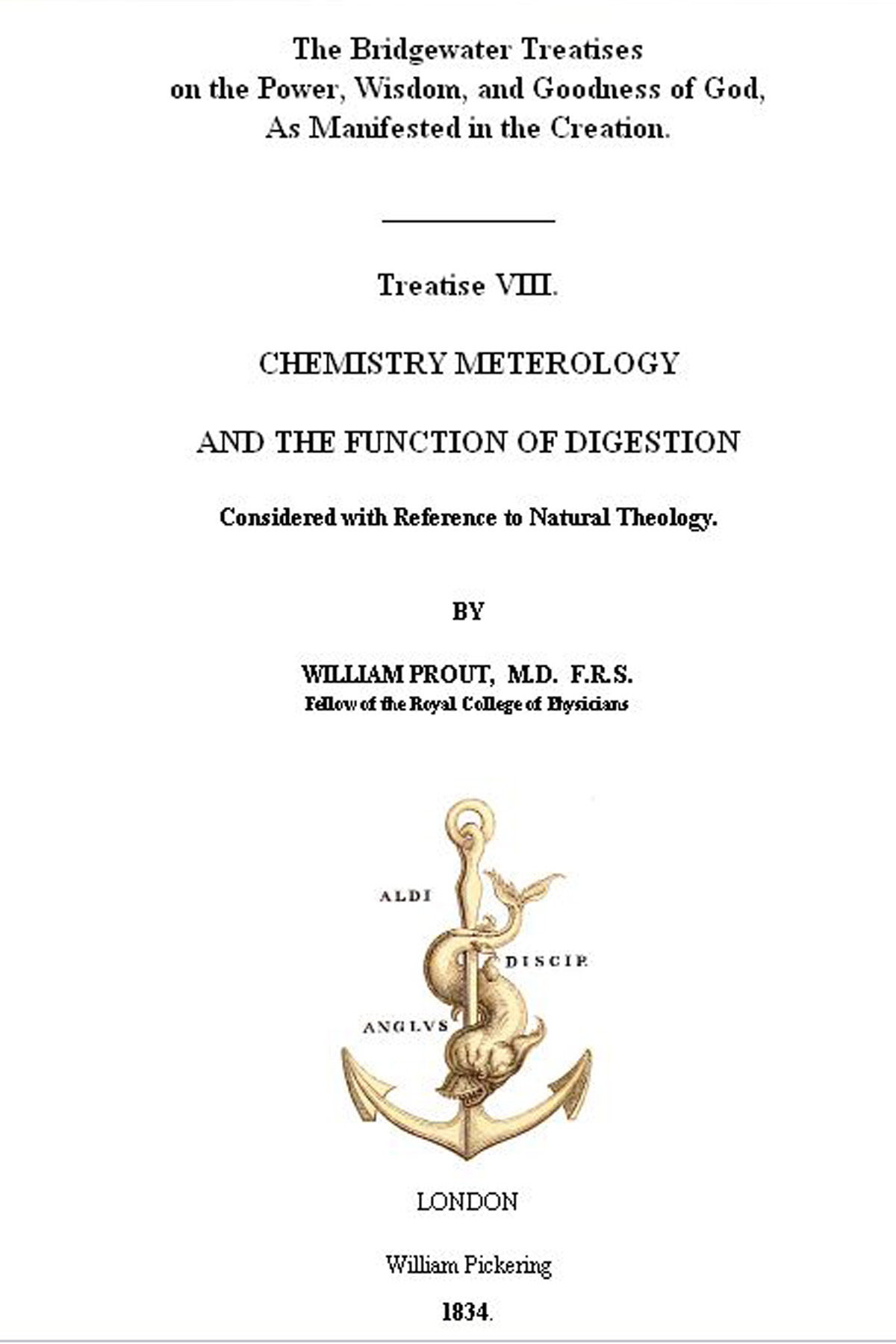
Обложка книги Праута Chemistry, Meteorology, and the Function of Digestion Considered with Reference to Natural Theology (1834)

## Внешние ссылки и источники
- Волков В. А., Вонский Е. В., Кузнецова Г. И. Выдающиеся химики мира. — М.: ВШ, 1991. 656 с.
- William Prout
- Линар Е. Ю. Кислотообразовательная функция желудка в норме и патологии. — Рига: Зинанте, 1968, 438 с.